# Héctor Bianciotti
Héctor Bianciotti (ur. 18 marca 1930 w Calchin (Argentyna), zm. 12 czerwca 2012 w Paryżu) – francuski pisarz i dziennikarz pochodzący z Argentyny. W 1996 został członkiem Akademii Francuskiej.
Urodził się we włoskiej rodzinie mającej korzenie w Piemoncie. W wieku 12 lat wstąpił do seminarium, które opuścił w wieku 18 lat. W 1955 wyjechał do Europy, mieszkał we Włoszech i Hiszpanii. W 1961 osiadł w Paryżu. Współpracował z wydawnictwem Gallimard. Jako pisarz debiutował w połowie lat 60. Początkowo pisał w języku hiszpańskim, następnie również francuskim. Jego pierwszą powieścią w tym języku było Sans la miséricorde du Christ (1985). W 1981 uzyskał francuskie obywatelstwo. Jako krytyk literacki publikował m.in. w La Quinzaine littéraire i Le Monde.
Był członkiem Akademii Francuskiej od 18 stycznia 1996 (zajmował fotel 2). Zastąpił André Frossarda.
Na język polski przetłumaczono jego dwie książki: powieść Ceremoniał (przeł. Zofia Wasitowa, tytuł oryg. Ritual, 1973) oraz zbiór opowiadań Miłość nie jest kochana (przeł. Beata Babad, tytul oryg. El Amor no es amado, 1982).

## Nagrody
Źródło:
- 1977 – Prix Médicis (za La Busca del jardín; fr. Le Traité des saisons[6])
- 1983 – Prix du Meilleur Livre Étranger (za El Amor no es amado; fr. L'amour n'est pas aimé[7])
- 1985 – Prix Femina (za Sans la miséricorde du Christ)
- 1993 – Prix Prince Pierre de Monaco
- 1994 – Prix de la langue française

## Twórczość
- Los Desiertos dorados (1965)
- Celle qui voyage la nuit (1969)
- Los otros, una noche de verano (1970)
- Ce moment qui s'achève (1972)
- Ritual (1973) – wyd. pol. Ceremionał, przeł. z hiszp. Zofia Wasitowa, wyd. „Czytelnik”, 1978[3]
- La Busca del jardín (1977)
- El Amor no es amado (1982)[a] – wyd. pol. Miłość nie jest kochana, przeł. z hiszp. Beata Babad, Wydawnictwo Literackie, 1988[4]
- Sans la miséricorde du Christ (1985)
- Maria Callas (1988)
- Seules les larmes seront comptées (1988)
- Opérette (1989)
- Ce que la nuit raconte au jour (1992)
- Le pas si lent de l'amour (1995)
- Hommages à M. Maurice Schumann, décédé le 9 février 1998 (1998)
- Comme la trace de l'oiseau dans l'air (1999)
- Une passion en toutes lettres (2001)
- Réception de Mme Florence Delay, Académie française, discours prononcés dans la séance publique... 15 novembre 2001 (2002)
- Stig Dagerman (2003)
- La nostalgie de la maison de Dieu (2003)
- Lettres à un ami prêtre, 1989-1994 (2006)